# Емре Бајев
Емре Бајев (рођен 14. јула 1987. у Истанбулу, Турска) је бивши турски кошаркаш. Играо је на позицији крилног центра и центра, а овдашњој јавности је познат по краткотрајном боравку у Црвеној звезди. Био је део млађих репрезентативних селекција Турске.

## Биографија
Кошарком је почео да се бави у родном Истанбулу. Након запажених партија у млађим селекција турске репрезентације потписује уговор са Црвеном звездом. Поред наступа за јуниорски тим био је лиценциран на двојну регистрацију и за Раднички  За сениорски тим Црвене звезде наступио је само на једној утакмици у Еврокупу и није забележио нити један поен.
Након Црвене звезде враћа се у Турску у екипу Ефес Пилсена за који је наступао без запажене улоге. Целокупну каријеру је провео у Турској лиги мењајући велики број клубова. У два наврата је бранио боје Пинар Каршијаке као и Дарушафаке. Кошаркашку каријеру је окончао играјући за екипу Бешикташа у сезони 2015-16.